# Tutto può accadere a Broadway
Tutto può accadere a Broadway (She's Funny That Way) è un film del 2014 diretto da Peter Bogdanovich. 
Si tratta dell'ultimo lungometraggio di finzione del regista americano, cui farà seguito, nel 2018, il documentario The Great Buster, suo ultimo lavoro in assoluto. I protagonisti sono Owen Wilson, Imogen Poots, Kathryn Hahn, Will Forte e Jennifer Aniston.

## Trama
Arnold Albertson sta preparando la regia di un nuovo spettacolo teatrale da mettere in scena a Broadway, "A Grecian Evening", scritto dal commediografo Joshua Fleet e di cui saranno protagonisti la propria moglie Delta Simmons e l'attore Seth Gilbert. Sotto il falso nome di "Derek", Arnold incontra in una camera d'albergo "Izzy", una giovane escort la quale gli confida di voler diventare attrice; "Derek" dona alla ragazza 30 mila dollari perché smetta l'attività di escort e si dedichi a perseguire la sua vocazione. L'attore Seth Gilbert —innamorato da anni di Delta Simmons, moglie di Arnold Albertson— vede la ragazza uscire dalla camera del regista.
Isabella Patterson ("Izzy"), decisa a diventare attrice, si presenta a un'audizione per la scelta di un'attrice che deve interpretare parte di una squillo nella commedia "A Grecian Evening", ignara che il regista sia Derek/Arnold. L'audizione di Isabella è apprezzata, oltre che dagli attori protagonisti Delta Simmons e Seth Gilbert, dall'autore Joshua Fleet il quale, attratto dalla ragazza, la invita a cena, sebbene Joshua sia fidanzato con Jane Claremont, che a sua volta è la psicoterapeuta di Isabella. Nel frattempo il giudice Pendergast —altro paziente di Jane Claremont, ossessionato da "Izzy", con cui si è intrattenuto in passato molte volte— assume l'investigatore privato Harold Fleet perché sorvegli "Izzy".
Tutte queste relazioni incrociate portano a incomprensioni e a varie sorprese. Dopo le audizioni, tutti si recano nello stesso ristorante italiano. L'investigatore privato Harold Fleet vede "Izzy" con suo figlio Joshua. La psicoterapeuta Jane arriva al ristorante assieme al giudice Pendergast, ed entrambi vedono Joshua e Isabella/Izzy: Jane reagisce prendendo a pugni Joshua e precipitandosi fuori dal ristorante seguita dal giudice Pendergast. Isabella si accorge che anche Arnold è nel ristorante e, per non essere vista dal regista, tenta di scappare attraverso la finestra del bagno, ma è sorpresa da Delta che la riporta nella sala del ristorante.
Nonostante le perplessità di Arnold, Isabella è assunta come attrice. Più tardi, mentre sta facendo degli acquisti col marito in un grande magazzino, Delta scopre che Arnold ha l'abitudine di aiutare con danaro delle escort perché cambino vita. Più tardi, mentre è in compagnia di Joshua, Isabella intravede il giudice Pendergast e scappa prima che costui possa parlarle; durante la fuga la ragazza si imbatte in Arnold il quale la invita nella sua stanza d'albergo per nasconderla al molesto magistrato. Nel frattempo Delta si reca nella stanza d'albergo di Seth, ma scopre una escort nascosta nel bagno dell'uomo; indignata si precipita nella stanza d'albergo di Arnold e scopre Isabella nascosta nel bagno del marito.
Nonostante questi eventi, il giorno dopo tutti sono presenti alla prima prova di "A Grecian Evening". Giungono però Al Patterson, il padre di Isabella —alla ricerca degli uomini che hanno fatto del sesso a pagamento con sua figlia—, e la psicoterapeuta Jane che informa Al che Arnold, Seth e Joshua sono stati clienti della figlia. Ne segue un trambusto nel corso del quale scoppia un colpo di fulmine fra l'attore Seth e la psicoterapeuta Jane.
Due mesi dopo la commedia viene rappresentata a Broadway. Qualche tempo dopo, in un'intervista, Isabel racconta l'evoluzione degli eventi precedenti: nonostante il successo iniziale, le rappresentazioni teatrali cessarono dopo una sola settimana perché le signore di Long Island non amano vedere spettacoli teatrali con soggetti scabrosi; lei, notata a teatro da un produttore di Hollywood è ora attrice cinematografica, si è lasciata con Joshua e al momento il suo accompagnatore è Quentin Tarantino; Seth e Jane stanno ancora insieme; il giudice Pendergast è stato arrestato per favoreggiamento della prostituzione e la moglie frequenta ora Harold Fleet; Arnold lavora in un ente di beneficenza dedito a sovvenzionare associazioni femminili con ingenti somme di denaro.

## Produzione

### Sviluppo
La prima sceneggiatura di Tutto può accadere a Broadway è stata abbozzata dal regista Peter Bogdanovich e dalla ex-moglie Louise Beatrice Stratten tra il 1999 e il 2000. In quel periodo, infatti, i due avevano grossi problemi finanziari, cercando di ricomprare ...e tutti risero, e decisero perciò di scrivere una commedia per risollevarsi d'animo. Mentre scriveva la sceneggiatura, Bogdanovich si era ispirato ad un evento accorso durante le riprese di Saint Jack a Singapore, dove il regista aveva potuto parlare con molte prostitute dopo averle assunte per il film, dando loro più soldi rispetto al salario e incoraggiandole ad abbandonare il business della prostituzione.
Bogdanovich aveva scritto il ruolo di Arnold Albertson per l'attore John Ritter ma, dopo la sua morte nel 2003, il progetto fu accantonato. In seguito, Bogdanovich diventò molto amico di Owen Wilson, presentatogli da Wes Anderson, e decise di cambiare numerosi aspetti del personaggio di Albertson, così da essere adatto a essere interpretato da Wilson. Nel 2010 Noah Baumbach e Wes Anderson, due protégés di Bogdanovich, offrirono il loro appoggio per sostenere la realizzazione del film, accettando di diventare produttori esecutivi.

### Riprese
La lavorazione del film è durata 29 giorni, iniziando l'11 luglio 2013 a New York.

## Distribuzione
Il 29 agosto 2014, il film ha avuto la sua anteprima al Festival di Venezia 2014. Il film è stato poi comprato da Clarius Entertainment nel settembre dello stesso anno. La pellicola doveva inizialmente essere pubblicata il 1º maggio 2015, ma Clarius Entertainment l'ha ritirata dal suo calendario. Il 2 giugno 2015 Lionsgate Premiere ha acquistato il film dopo che la Clarius lo aveva abbandonato per ragioni sconosciute. Il film è stato distribuito negli USA il 21 agosto 2015 in distribuzione limitata e in seguito diffuso tramite video on demand nell'agosto 2015 da Lionsgate Premiere. Il primo trailer del film è stato diffuso il 12 ottobre 2014. In Italia il film è stato distribuito a partire dal 29 ottobre 2015.

## Accoglienza

### Critica
Il film ha ricevuto dei giudizi contrastanti da parte della critica. Il sito Rotten Tomatoes ha assegnato al film un punteggio di 38%, basato sui giudizi di 81 critici, con una valutazione media di 5.1/10. Su Metacritic, il film ha una valutazione di 45/100, basata sui giudizi di 25 critici. Per Maurizio Porro in «questa divertentissima storia che non sbaglia un tempo comico né una battuta (...) si accende un fuoco artificiale di equivoci, come nelle pochade di Feydeau. (...) Il film non fu un successo ma val la pena gustarlo sia per la comicità di dialoghi e situazioni sia per i raffinati riferimenti».